# 施千祥
施千祥（1504年—？），字善徵，一字子吉，号半峰，福建福州府福清縣人，鹽籍，明朝政治人物。

## 生平
嘉靖七年（1528年）戊子科福建鄉試第七十八名舉人。嘉靖十四年（1535年）中式乙未科會試第二百十四名，登第二甲第七十六名進士。授礼部主事，历主客、祠祭二司员外郎，二十二年出为江西按察司佥事，調補四川，筑石堤，铸铁牛以镇江水，民赖其利。累官湖廣辰沅兵备副使、廣西右參政。嘉靖三十五年正月考察以不职闲住。

## 墓葬
墓在福清龙田镇龙东村。近年修葺。

## 家族
曾祖施恭；祖父施瑩；父施仁俊，母方氏。具庆下。兄千福、千禄。弟千祐、千祚。四世孫施起元，順治己丑進士，官廣東參議，著有《荔帷樓诗文》十卷。